# Periodisk flygträning
Periodisk flygträning eller även förkortat PFT. Den formella benämningen på en kontrollflygning med lärare som skall göras för att upprätthålla vissa flygcertifikat som regleras av nationella svenska bestämmelser BCL.
Om till exempel kravet på aktuell flygtid för certifikatet för ultralätt flyg och klassen sjö för PPL-A inte är uppfyllt skall man göra en PFT.
Det finns inga formkrav för vad en PFT skall innehålla. Läraren och piloten ifråga kan komma överens om vad som skall tränas, när läraren är nöjd och flygdagboken signerad är också PFT:n avklarad.
PFT har bytt namn till PC (proficiency check).